# Mars Red
Mars Red (jap. マーズレッド, Māzureddo,  Eigenschreibweise: MARS RED) ist eine von Signal.MD produzierte japanische Anime-Fernsehserie von 2021, die auf einer von Bun-O Fujisawa verfassten Leseinszenierung basiert.

## Handlung
Im Tokio des Jahres 1923, zu Beginn der Taishō-Zeit, befindet sich die kaiserliche Hauptstadt inmitten der Modernisierung. Im Schatten der glamourösen Stadt leben im Verborgenen Menschen, die zu Vampiren wurden. Deshalb stellt die Regierung eine neue Spezialeinheit namens „Code Zero“ auf die Beine, um der wachsenden Bedrohung durch die Vampire Herr zu werden. Diese Spezialeinheit soll Vampire aufspüren, um sie entweder auszulöschen oder sie zu einer offiziellen Registrierung zu zwingen, die Privilegien mit sich bringen kann wie etwa die Versorgung mit Blut.
Das Vajra Iron Soldier Project der Armee konzentriert sich auf vier Männer im Militär, die zu Vampiren wurden und besonders gefährliche Missionen ausführen sollen. Diese vier Männer, die angeblich im Dienst umgekommen sind, werden zu aktiven Mitgliedern von „Code Zero“. Dabei führen sie spezielle Missionen durch und nutzen dazu Technologie aus der Taishō-Zeit, um ihre Schwächen, zum Beispiel Sonnenlicht und einen zu starken Geruchssinn, zu kompensieren.

## Charaktere
Yoshinobu Maeda (前田義信, Maeda Yoshinobu)
Maeda ist Oberstleutnant der Militärpolizei der Kaiserlichen Japanischen Armee; später wurde er zum Oberst der Militärpolizei. Er ist Yamagamis Klassenkamerad und sieht vergleichsweise sehr jung aus. Trotzdem ist er groß, muskulös und raucht außerdem viel. Yamagami und er haben seit ihrer Zeit an der Militärakademie kaum noch Kontakt. Maeda bewundert Generalleutnant Nakajima, der ihn nicht nur großzog, sondern ihm auch das Vaira Iron Soldier Project anvertraute und ihm auf dem Schlachtfeld mehrmals das Leben rettete.
Tokuichi Yamagami (山上徳一, Yamagami Tokuichi)
Yamagami ist Elite-Absolvent der Militärakademie; später war er an der kaiserlichen Botschaft in Großbritannien tätig. Nun hat er den Posten des Major der Militärpolizei der Kaiserlichen Japanischen Armee inne. Er besitzt ein sogenanntes „Stigma“, eine Bisswunde an seinem Handgelenk, ist aber nicht als Vampir eingestuft. Er ist mit einer Frau namens Tomiko verheiratet.
Sonosuke Nakajima (中島宗之助, Nakajima Sōnosuke)
Nakajima ist Generalleutnant der Kaiserlichen Japanischen Armee und Vorgesetzter von Oberstleutnant Maeda. Zusammen mit Maeda und Yamagami plant er das Kongo-Tetsudou-Projekt, um Japan konkurrenzfähig mit den europäischen Mächten zu machen.
Shutaro Kurusu (栗栖秀太郎, Kurusu Shutaro)
Kurusu ist Gefreiter bei der Militärpolizei der Kaiserlichen Japanischen Armee und der einzige A-Klasse-Vampir im Kaiserreich. Zum Zeitpunkt seiner Infektion war er 25 Jahre alt und seine Stigmata befinden sich an seinem Hals. Durch sein plötzliches Vampirdasein wird er von einem einfachen Soldaten zur wichtigsten Figur in der strategischen Diplomatie des Kaiserreichs, dem Kongo-Tetsubei-Projekt. Seine Familie ist Kimono-Großhändler in Nihonbashi.
Suwa (スワ, Suwa)
Suwa ist Unteroffizier bei der Militärpolizei der Kaiserlichen Japanischen Armee. Sein genaues Geburtsdatum ist unbekannt, in der Folge auch das Alter seiner Infektion, das auf 14 bis 16 Jahre geschätzt wird. Vermutlich wurde er von einem Eindringling aus der Azuchi-Momoyama-Zeit gebissen, insgesamt hat er an 11 Stellen seines Körpers Stigmata. Er ist der älteste Vampir der vier aus dem Vajra Iron Soldier Project und wird als Klasse-C-Vampir eingestuft. Da Suwa so gut wie keine Erinnerung an sein menschliches Leben hat, gab er sich seinen Namen selbst, wobei er sich von der Zeit inspirieren ließ, während der er in den Bezirken des Suwa-Schreins spielte. Der Geruch von Blut reicht aus, um ihn in Rage zu versetzen, weshalb er während seiner Missionen eine von Takeuchi angefertigte Geruchsmaske trägt.
Takeuchi (タケウチ, Takeuchi)
Takeuchi ist der Chef der Militärpolizei der Kaiserlichen Japanischen Armee und Leiter der Abteilung für Wissenschaft und Technologie von „Zero Engine“. Obwohl er nur ein verrückter Wissenschaftler zu sein scheint, ist er ein Vampir der Klasse D, der sich versehentlich selbst infizierte, als er mit dem V-Virus experimentierte, wobei ihm Blut in die Augen spritzte. Als Folge dessen befinden sich seine Stigmata im Auge, die er normalerweise mit einer Augenklappe versteckt. Als unsterblicher Wissenschaftler hat er viele Objekte erfunden, die meist dazu dienen, seine abnorm entwickelten Vampirfähigkeiten zu kontrollieren und seine Schwächen zu kompensieren.
Defrott (デフロット, Defurotto)
Defrott ist ein weißhaariger, blonder Junge und ein Vampir der Klasse S. Da die Oper in der Taishō-Zeit populär war, wirkte Defrott damals an der Aufführung einer solchen in Tokio, anscheinend vor dem großen Kantō-Erdbeben, mit. Er hält Vampire für vergleichbar mit einem alten europäischen Gedicht, das inmitten der Modernisierung sterben würde.
Aoi Shirase (白瀬葵, Shirase Aoi)
Shirase ist die Kindheitsfreundin von Kurusu. Sie hat zwei ältere Brüder namens Chitaro und Kurisu Hidetaro, die gleichzeitig auch ihre besten Freunde sind. Ihre Eltern starben früh, weshalb sie im Haus ihrer Großeltern aufwuchs. Die Familie Shirase, Fan-Shop-Besitzer, und die Familie Kurisu, Kimono-Shop-Besitzer, waren Geschäftspartner. Aoi und Chitaro wuchsen durch den Kontakt zwischen den Familien gleichsam als Geschwister auf. Kurisu wurde von Chitaro, der im Krieg getötet wurde, aufgefordert, auf Aoi aufzupassen. Kurisu ist eine begabte Gelehrte und eine Bekannte von Hiratsuka Raitori. Sie hat Zweifel an Kurisu Hidetaros „Tod“ und beginnt, beim Militär „herumzuschnüffeln“.

## Medien

### Manga
Eine Manga-Adaption des Bühnenlesespieles von Kemuri Karakara wurde im Magazin Gekkan Comic Garden ab dem 4. Januar 2020 veröffentlicht und 2021 abgeschlossen. Der Verlag Mag Garden brachte die Kapitel auch gesammelt in drei Bänden heraus. Eine deutsche Übersetzung von John Schmitt-Weigand erschien von Dezember 2022 bis April 2023 bei Crunchyroll. Auf Englisch wurde die Serie von Seven Seas Entertainment herausgegeben, auf Portugiesisch von Midori Editora.

### Anime
Am 6. Februar 2020 kündigte Yomiuri-TV Enterprise LTD anlässlich des 50. Jahrestages an, eine Anime-Fernsehserie unter der Regie von Kōhei Hatano in Ko-Produktion mit Funimation zu produzieren. Die Serie wurde von Signal.MD animiert, mit Jun'ichi Fujisaku als Drehbuchautor. Yukari Takeuchi adaptierte die Charaktere von Kemuri Karakara für die Animation und Toshiyuki Muranaka komponierte die Filmmusik. Das Vorspannlied ist Seimei no Aria von Wagakki Band, das Lied des Abspanns heißt On My Own von Hyde.
Die Ausstrahlung der Serie begann am 6. April 2021 auf ytv sowie auf anderen Kanälen. Die letzte der 13 Folgen wurde am 29. Juni 2021 gezeigt.

#### Episodenliste
| Nr. | Deutscher Titel                              | Originaltitel                                           | Erstausstrahlung Japan | Regie                                       |
| --- | -------------------------------------------- | ------------------------------------------------------- | ---------------------- | ------------------------------------------- |
| 1   | Ein Platz an der Sonne                       | 陽のあたる場所 Hi no Ataru Basho                        | 6. Apr. 2021           | Kōhei Hatano                                |
| 2   | Bis dass der Tod uns scheidet                | 死が二人を分かつまで Shi ga Futari o Wakatsu Made       | 13. Apr. 2021          | Nao Miyoshi, Shinya Sadamitsu, Kōhei Hatano |
| 3   | Traumbotschaft                               | 夢枕 Yume Makura                                        | 20. Apr. 2021          | Shinya Sadamitsu, Kōhei Hatano              |
| 4   | Das Lied über jenen, der keine Lieder kannte | 歌知らずの歌 Uta Shirazu no Uta                         | 27. Apr. 2021          | Shigeru Ueda                                |
| 5   | Persona Non Grata                            | ペルソナ・ノン・グラータ Perusona Non Gurāta            | 4. Mai 2021            | Toshiyuki Sone                              |
| 6   | Der letzte Blaue Himmel                      | さいごの青空 Saigo no Aozora                            | 11. Mai 2021           | Shinya Sadamitsu                            |
| 7   | Ihre Briefe                                  | 手紙 Tegami                                             | 18. Mai 2021           | Akie Ishii                                  |
| 8   | Fegefeuer                                    | 煉獄 Rengoku                                            | 25. Mai 2021           | Shinya Sadamitsu                            |
| 9   | Misstrauen                                   | 疑念 Ginen                                              | 1. Juni 2021           | Hitomi Ezoe                                 |
| 10  | Erloschener Sommernachtstraum                | 通り過ぎし、夏の夜の夢 Tōrisugishi, Natsu no Yo no Yume | 8. Juni 2021           | Shinya Sadamitsu                            |
| 11  | Schwarze Schwingen                           | 黒翼 Kokuyoku                                           | 15. Juni 2021          | Fumio Maezono                               |
| 12  | Narrenkönig                                  | 道化の王 Dōke no Ō                                      | 22. Juni 2021          | Shinya Sadamitsu                            |
| 13  | Schwachheit, nein Nam’ ist …                 | 弱きもの、汝の名は Yowaki Mono, Nanji no Na wa          | 29. Juni 2021          | Kōhei Hatano                                |

### Handyspiel
Ein kostenloses Handy-Abenteuerspiel namens MARS RED: Kawataredoki no Uta wurde am 20. Februar 2021 angekündigt. Das Spiel wurde von D-techno und Franchise-Autor Bun'O Fujisawa entwickelt und enthält eine eigenständige Handlung. Das Spiel wurde am 20. Mai 2021 veröffentlicht.